# Arbaj
Arbaj (en rus: Арбаж) és un poble (un possiólok) de l'óblast de Kírov, a Rússia, segons el cens del 2021 tenia 2.840. És la capital del districte (raion) homònim.